# TeX Live
TeX Live је бесплатна дистрибуција софтвера за TeX слог систем, која укључује главне програме везане за TeX, макро-пакете и фонтове. То је замена која није подржала аналогни tеТеx. То је сада подразумевана TeX дистрибуција за неколико Линукс дистрибуција, као што су openSUSE, Fedora, Дебиан, Убунту и Gentoo.
Оперативни системи Unix, као што су OpenBSD, FreeBSD и NetBSD такође конвертују из teTex-а у ТеX Live.
Пројекат је 1996. године започео Себастијан Рахц у сарадњи са TeX групамa корисника широм света, укључујући и групу корисника Tex-а. Данас га одржава Карл Бери.
До верзије 2009, TeX Live није могао да се покрене директно, или "живи" са CD-ROM, DVD-ROM или било ког другог мобилног уређаја, отуда је добио име. Од верзије Tex Live 2010 било је немогуће покренути дистрибуцију из ТеX Колекције DVD-а, због ограничења простора на диску. ТеX треба да живи ТеX структуру директоријума.
Почев од издања из 2009. године, главни уредник texworks-a, залаже се за оперативне системе Мајкрософт и Мекинтош, као и вектор графички језик Асимптоту.
За оперативни систем Мекинтош је MacTeX, који се састоји од дистрибуције, као и неких додатних алата за рад са Tex-ом на Мекинтошу. На првом месту ту је уредник, програм texshop и библиографија. TeX видео може се саставити и монтирати помоћу система macports.

## Историја издања
|  | Укинут |  | Тренутни |  | Будући |

| Верзија | Датум издања | Значајне измене                | Веза |
| ------- | --- | ------------------------------ | ---- |
| 2017    | 4. јун 2017 | LuaTeX 1.04.                   |      |
| 2016    | 5. јун 2016 | LuaTeX 0.90.                   |      |
| 2015    | LaTeX2e now include fixes previously found in fixltx2e. LuaTeX 0.80.                                                                          |                                |      |
| 2014    | |                                |      |
| 2013    | XeTeX now uses HarfBuzz for font layout. LuaTeX 0.77.                                                                                         |                                |      |
| 2012    | |                                |      |
| 2011    | biber added. LuaTeX 0.70. |                                |      |
| 2010    | Automatic EPS conversion for pdfTeX. PDF 1.5 output by default. XeTeX have margin kerning. LuaTeX 0.60. Can no longer be run live from a DVD. |                                |      |
| 2009    | TeXworks included in Windows and OSX ports. Asymptote included.LuaTeX 0.40.                                                                   |                                |      |
| 2008    | Incremental updates over the internet. First release with LuaTeX.                                                                             |                                |      |
| 2007    | |                                |      |
| 2006    | First release with XeTeX. | [ мртва веза ]                 |      |
| 2005    | |                                |      |
| 2004    | New folder structure. |                                |      |
| 2003    | e-TeX as default. Latin Modern included. |                                |      |
| 7       | 2002 | Mac OS X support               |      |
| 6       | јул 2001 | Finegrained collections.       |      |
| 5       | март 2000 | Removed all non-free software. |      |
| 4       | 1999 | Windows support. Web2C 7.3.    |      |
| 3       | 1998 | Web2C 7.2.                     |      |
| 2       | 1997 |                                |      |
| 1       | мај 1996 |                                |      |